# Cattedrale di Växjö
La cattedrale di Växjö (in svedese: Växjö domkyrka) è la cattedrale luterana di Växjö, in Svezia, e sede della diocesi di Växjö.

## Storia
L'introduzione del cristianesimo nella Svezia meridionale è attribuita a San Sigfrido. Nell'XI secolo fu costruita una chiesa di legno sulla sua tomba a Växjö, che ospitava anche le reliquie dei suoi tre nipoti.
La prima cattedrale è stata realizzata nel XII secolo, ma bruciò nel 1276. Una nuova cattedrale fu poi costruita, probabilmente in stile gotico. Nel 1570, i danesi diedero fuoco alla città, danneggiando anche la cattedrale, che è stata poi rinnovata in stile rinascimentale nel 1585.
All'esterno, sul lato est della chiesa, si trova la pietra runica della cattedrale di Växjö.

## Galleria d'immagini

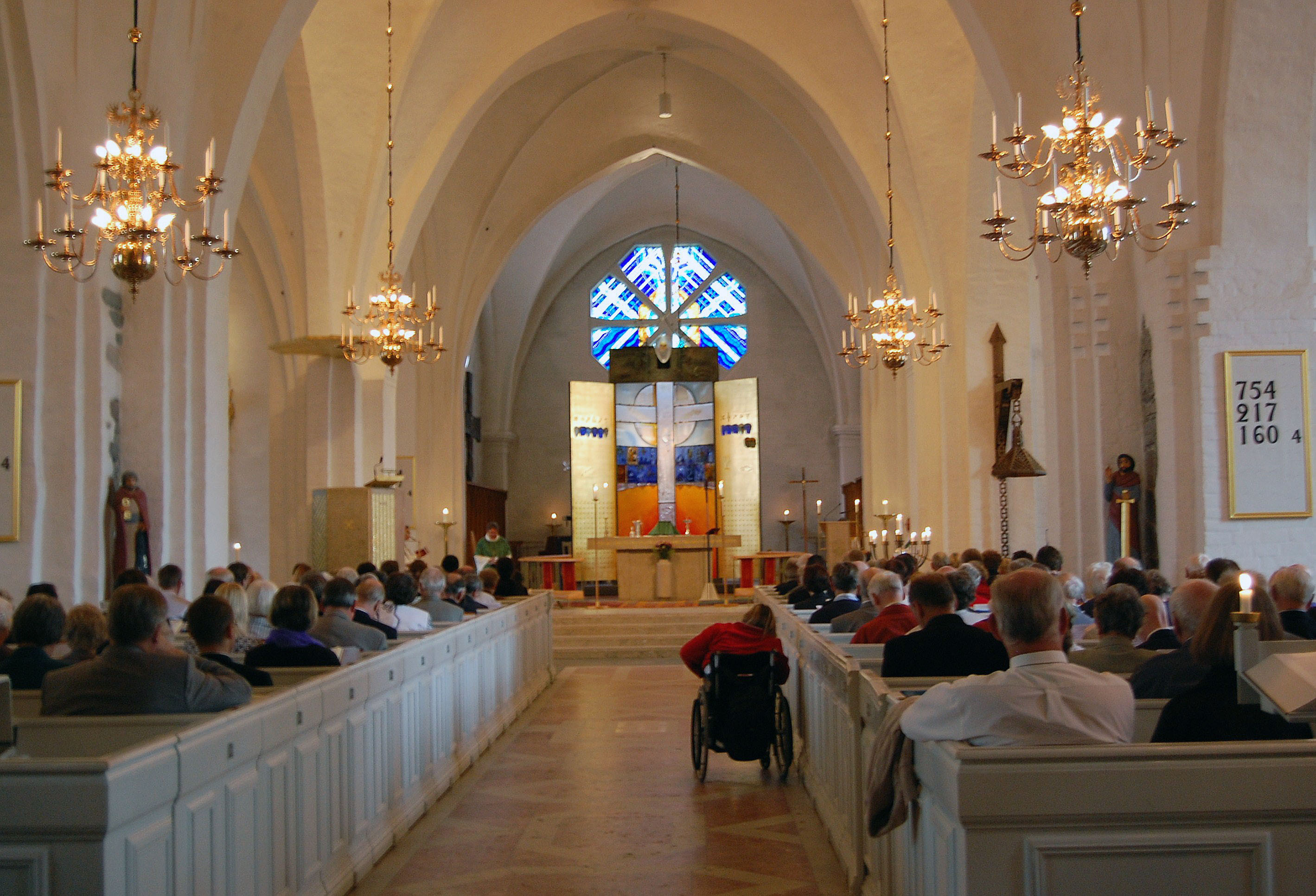
Interno
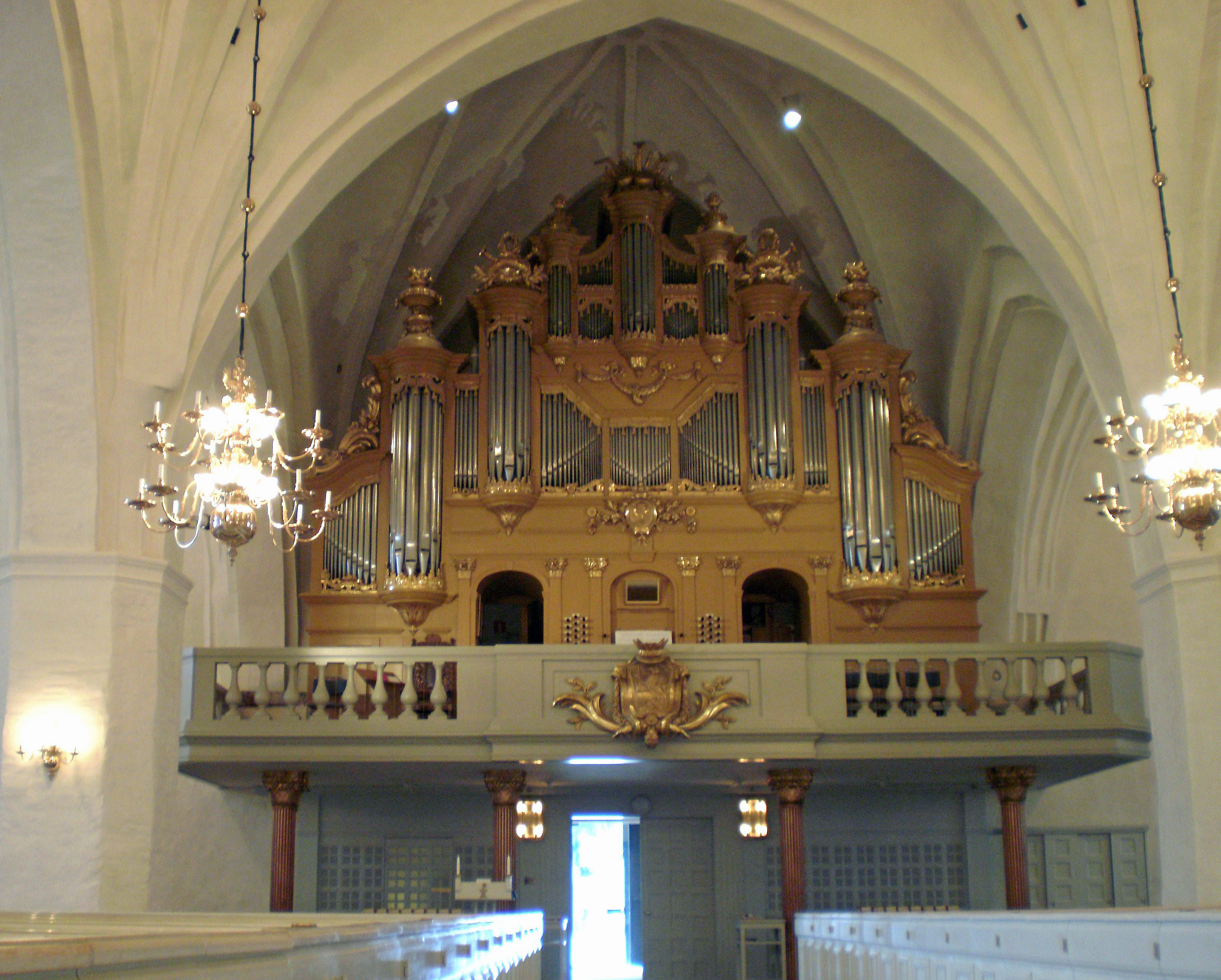
L'organo
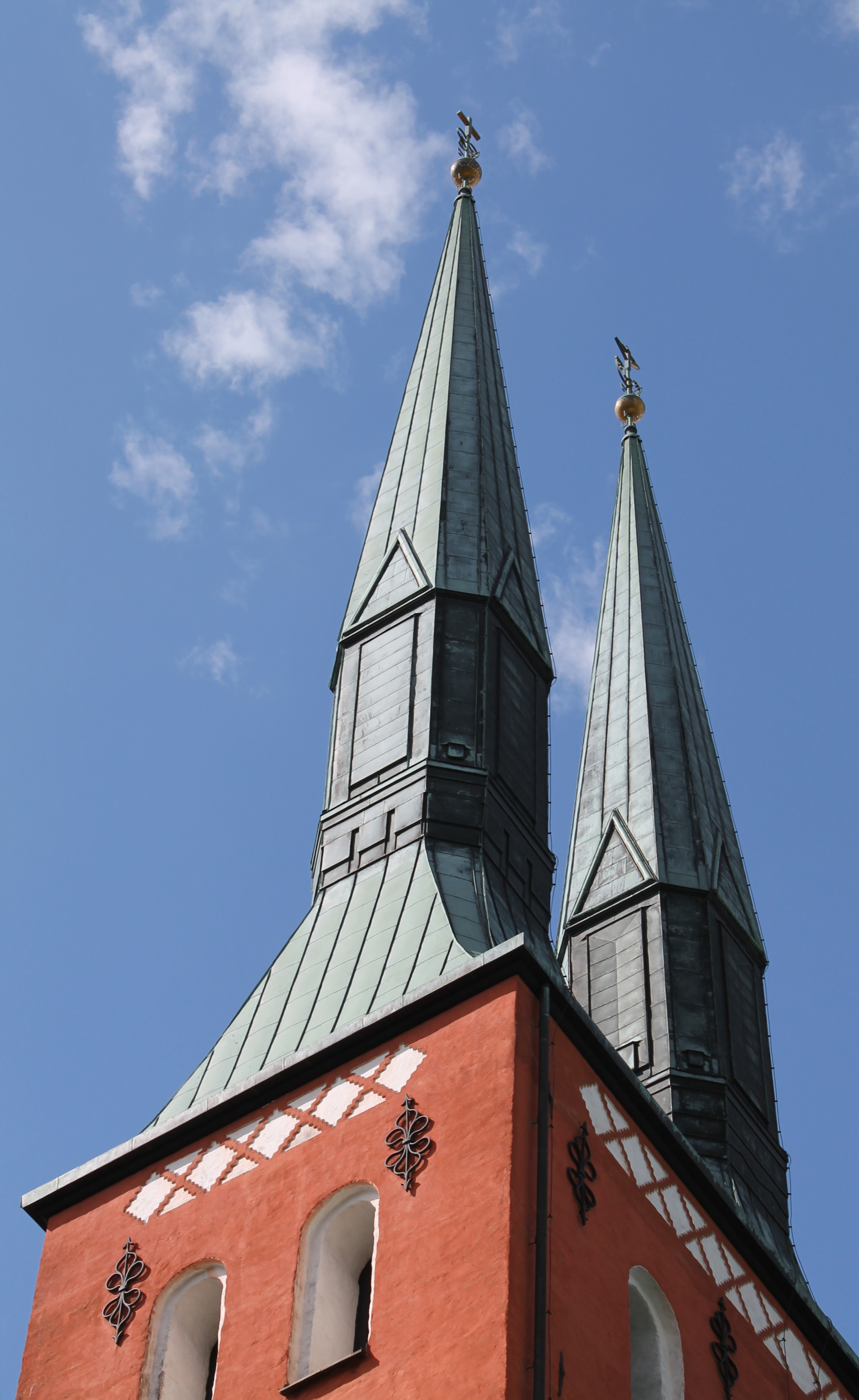
Torre campanaria doppia
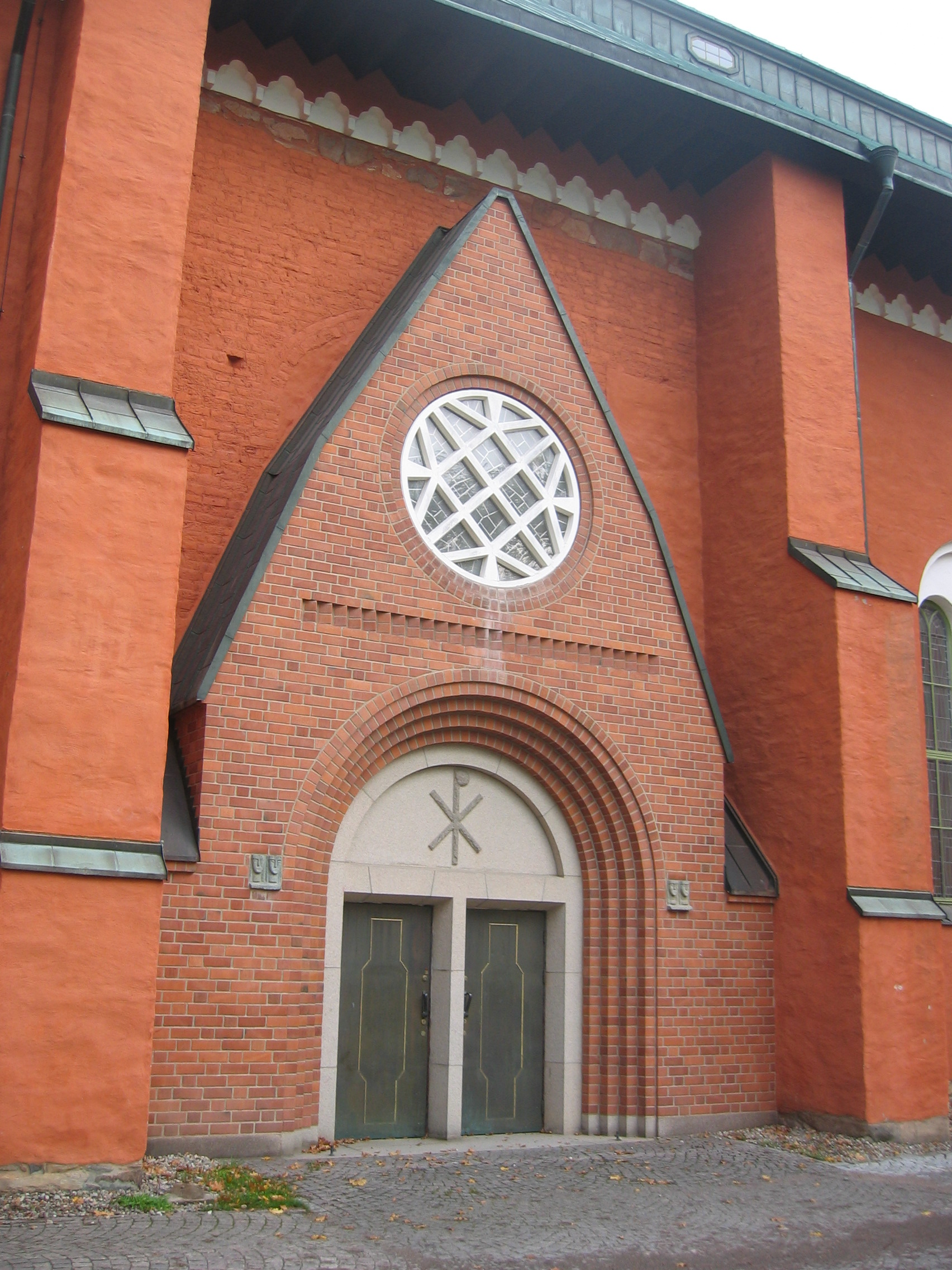
Portale
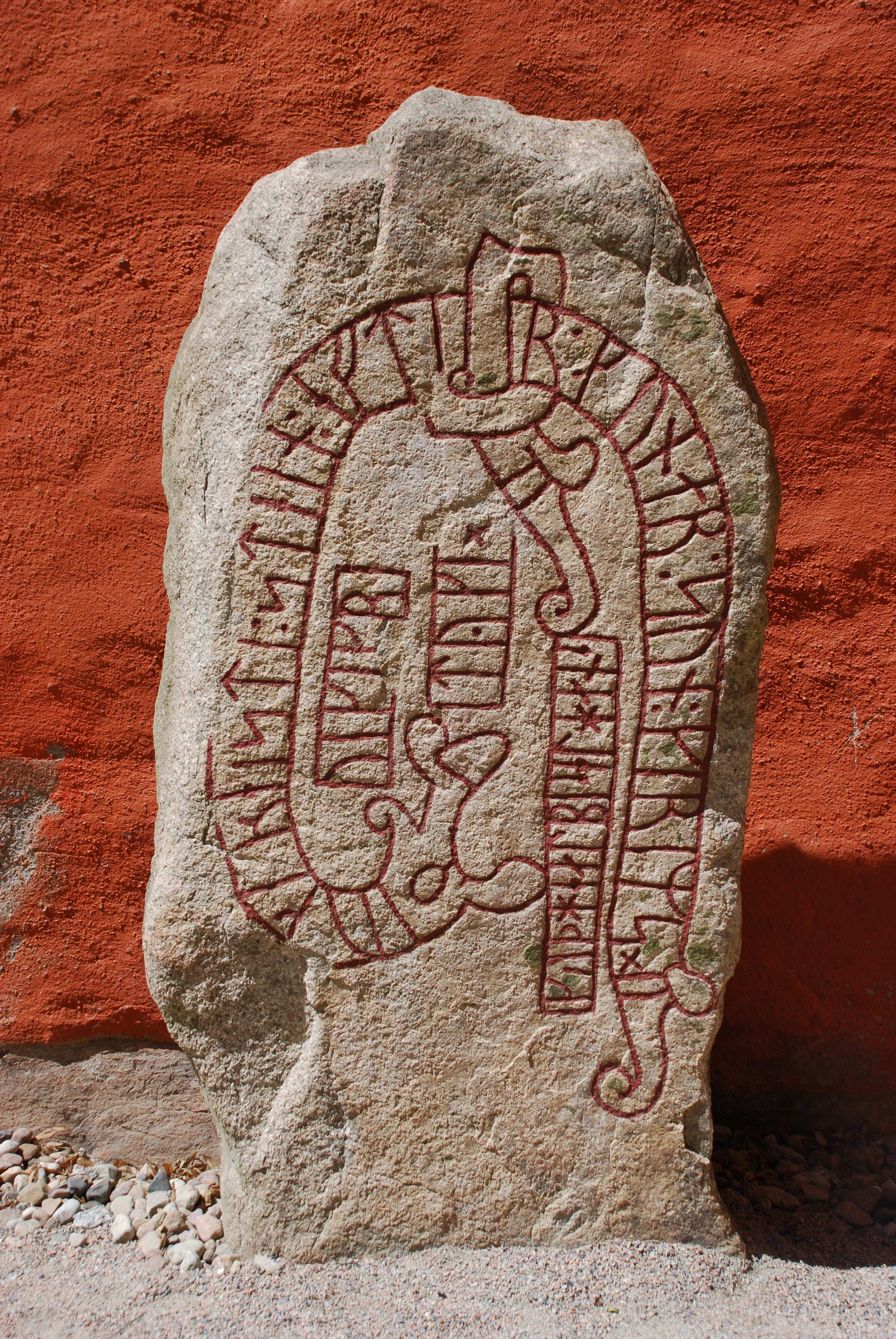
La pietra runica